# Пушкиния пролесковидная
Пушкиния пролесковидная (лат. Puschkinia scilloides) — многолетнее травянистое растение, вид рода Пушкиния (Puschkinia) семейства Спаржевые (Asparagaceae). Естественный ареал вида — Кавказ, Малая и Передняя Азия. Культивируется как декоративное красивоцветущее растение.

## Распространение, местообитание
Встречается на влажных каменистых склонах, на горных лугах, среди кустарников на Кавказе, в Турции, Иране и Ливане.

## Биологическое описание
Многолетнее травянистое луковичное растение. Жизненная форма (по Раункиеру): луковичный геофит. Луковицы округлые или яйцевидные, длиной до 3 см и диаметром до 2,5 см. Листья линейные, длиной до 15 см и шириной 1 см, приземистые, появляются одновременно с соцветиями.

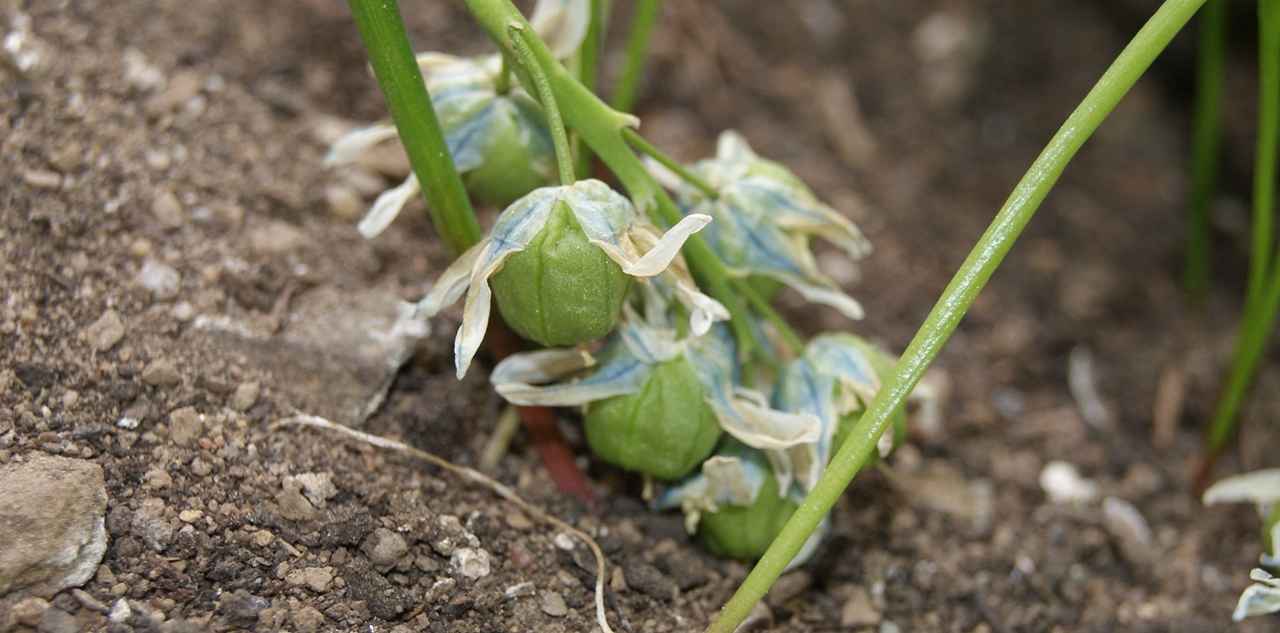
Незрелые плоды крупным планом

Цветков обычно от одного до шести, иногда может быть до 18, они собраны в кистевидном соцветии. Околоцветник простой, венчиковидный, колокольчатый, состоит из шести долей, у основания сросшихся в короткую трубку. С внутренней стороны околоцветника выросты долей образуют шестизубчатую коронку. Столбик короткий, с головчатым рыльцем.
Плод — мясистая коробочка. Семена — почти округлые.
Число хромосом: 2n = 10, 16.

## Культивирование, использование

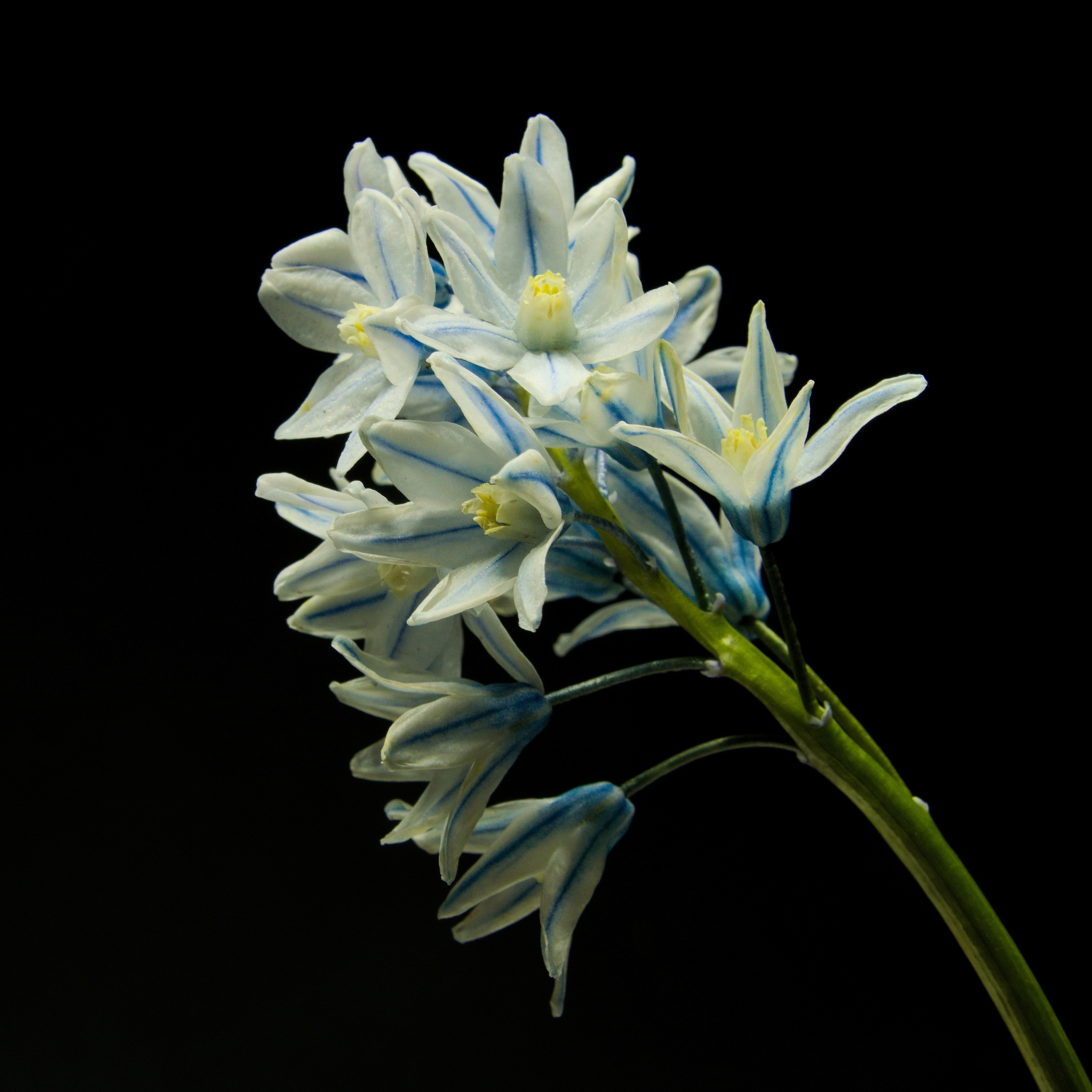
Соцветие крупным планом

Пушкиния пролесковидная — ценное декоративное растение. Используется для посадки на рабатках и бордюрах, нередко растение сажают крупными пятнами — как на открытых пространствах, так и рядом с крупными объектами (деревьями, кустарниками). Используется также для посадки в альпинариях.
Агротехника
Растение предпочитает хорошо дренированные плодородные почвы. Лучше всего растёт на открытых солнцу местах.
Размножение — как луковицами, так и семенами. При посадке семян растения зацветают на третий или четвёртый год. Пересадка для растения требуется после 5—7 лет пребывания на одном месте.

## Таксономия, систематика
Первое действительное описание вида было опубликовано российским ботаником и зоологом Михаилом Ивановичем Адамсом в 1805 году в XIV томе печатного органа Императорской академии наук Nova acta Academiae scientiarum imperialis petropolitanae. По системе Линнея, использовавшейся Адамсом в этой публикации, вид был отнесён к классу VI (Hexandria, Шеститычинковые), порядку Monogynia.

### Синонимы
Растения пушкинии с относительно длинной воронковидной трубкой околоцветника ранее рассматривались как вид Puschkinia hyacinthoides Baker (например, в 4-м томе «Флоры СССР», вышедшем в 1935 году), позже такие растения в самостоятельный вид выделять перестали, а его название было сведено в синонимику вида Puschkinia scilloides. Растения пушкинии пролесковидной, которые отличались более крупными цветками и остро двузубчатыми долями коронок, ранее рассматривались как разновидность Puschkinia scilloides var. libanotica (Zucc.) Boiss., однако позже это название также было сведено в синонимику вида.
По информации базы данных The Plant List (2013), в синонимику вида входят следующие названия:
- Adamsia scilloides (Adams) Willd.
- Puschkinia hyacinthoides Baker
- Puschkinia libanotica Zucc.
- Puschkinia scilloides var. libanotica (Zucc.) Boiss.
- Puschkinia sicula Van Houtte